# Deuxième République (Pologne)
Pour les articles homonymes, voir Deuxième République et République de Pologne (homonymie).
7 novembre 1918 – 28 septembre 1939
(20 ans, 10 mois et 21 jours)
Entités précédentes :
- Royaume de Pologne (1918)
- République de Zakopane (1918)
- Gouvernement général de Varsovie (1918)
- Autriche-Hongrie (1918)
- Gouvernement général de Lublin (1918)
- République de Weimar (1919)
- République des Lemkos (1919)
- RSS lituano-biélorusse (1919)
- République socialiste soviétique de Galicie (1920)
- République de Lituanie centrale (1922)
- République populaire d'Ukraine occidentale (1923)
- Tchécoslovaquie (1938)

Entités suivantes :
- République de Lituanie centrale (1920)
- Reich allemand (1939)
- Gouvernement général (1939)
- République slovaque (1939)
- Union soviétique (1939)
- République de Lituanie (1939)
- Gouvernement polonais en exil (1939)
- État polonais clandestin (1939)
- République de Pologne (régime communiste) (1944)

La Deuxième République (en polonais Druga Rzeczpospolita), officiellement république de Pologne (Rzeczpospolita Polska), est le régime politique de la Pologne de 1918 à 1939, entre les deux guerres mondiales, et de manière clandestine pendant la Seconde Guerre mondiale (1939-1945).
L'existence de la Deuxième République commence avec la reconquête de la souveraineté nationale (le 7 novembre 1918, à la fin des combats de la Première Guerre mondiale; le moderne Fête nationale de l'indépendance est célébré le 11 novembre), officialisée par le traité de Versailles en juin 1919, et se termine avec le retrait de la reconnaissance internationale à son gouvernement en exil le 5 juillet 1945, conséquence de la mise en œuvre des accords conclus lors de la conférence de Yalta (1945) entre le Royaume-Uni, les États-Unis d'Amérique et l'Union soviétique.
La Deuxième République est souvent associée à une période d'adversité, de troubles et de victoires. Ses territoires soumis pendant 123 ans à la russification et la germanisation intenses et aux trois régimes administratifs et économiques distincts (Allemagne, Autriche, Russie), ne peuvent se reconnaître que dans une continuité culturelle, spirituelle et politique. Or, celle-ci, dans un pays multiculturel et multiconfessionnel, où une partie de sa population ne parle pas polonais, va s'avérer très complexe à définir. Selon le recensement de 1921, le nombre d'habitants était de 27,2 millions. En 1939, juste avant le déclenchement de la Seconde Guerre mondiale, ce nombre était passé à environ 35,1 millions. Près d'un tiers de la population est formée de groupes minoritaires : 13,9 % Ruthènes (Ukrainiens) ; 10 % Juifs ashkénazes ; 3,1 % Biélorusses ; 2,3 % Allemands et 3,4 % Tchèques et Lituaniens. Le réveil des nationalismes rend conflictuels les rapports entre les Lituaniens, les Allemands, les Ruthènes, les Juifs et les Ukrainiens d'une part, et la majorité polonaise (70 %) d'autre part. Dans le même temps, un nombre important de Polonais de souche vivaient hors des frontières du pays. Les pôles culturels de la Pologne de l'entre-deux-guerres (Varsovie, Cracovie, Poznań, Wilno et Lwów) devinrent des sièges d'universités et d'autres établissements d'enseignement supérieur de renommée internationale.
Malgré les destructions de la Première Guerre mondiale et de l'invasion soviétique en 1920, malgré l'hostilité du Troisième Reich et de l'URSS et malgré la krach des années 1930, la Deuxième République a maintenu un développement économique modéré. Le pays avait accès à la mer Baltique via une étroite bande de côte de part et d'autre de la ville de Gdynia, connue sous le nom de « corridor polonais ». Les pôles culturels de Varsovie, Cracovie, Poznań, Wilno (Vilnius) et Lwów (Lviv) s’élèvent au niveau des grandes villes européennes et deviennent les sièges d'universités et des lieux d'enseignement supérieur de renommée internationale. En 1939, la Pologne était le sixième plus grand pays d'Europe. Ses voisins sont la Tchécoslovaquie, l'Allemagne, la Ville libre de Dantzig, la Lituanie, la Lettonie, l'URSS et la Roumanie. Entre mars et août 1939, la Pologne a également une frontière avec la Hongrie qui s'est alors emparée de la Ruthénie tchécoslovaque.
À partir de 1939, à la suite du pacte germano-soviétique, l'agression de l'Allemagne nazie le 1er septembre et de l'URSS le 17 septembre prive la république de Pologne de sa souveraineté : son territoire est occupé. Une partie du territoire occupé par la Wehrmacht est directement annexée au Troisième Reich, une autre partie est transformée en colonie allemande sous le nom de « Gouvernement général » ; la partie occupée par l'Armée rouge est partagée entre les républiques soviétiques de Biélorussie, Lituanie et Ukraine. Militairement défaite, la Pologne ne capitule pas et les autorités constitutionnelles de l'État polonais s'évacuent par la Roumanie en France puis au Royaume-Uni d'où elles continuent à diriger les organes de l'État clandestin mis en place dans le pays occupé pour lutter contre les occupants. Le gouvernement polonais en exil dirige la résistance de l'intérieur (Armia Krajowa) et les forces armées polonaises combattant à l'Ouest. À l'issue de la guerre, la Pologne, déplacée vers l'ouest d'environ 300 km en moyenne pour permettre à l'URSS de garder l'essentiel de ses acquis de 1939, est soviétisée et incluse dans l'ensemble des pays communistes inféodés à l'URSS. La république actuelle lui succède en 1989, lors de la chute des régimes communistes en Europe.

## Histoire

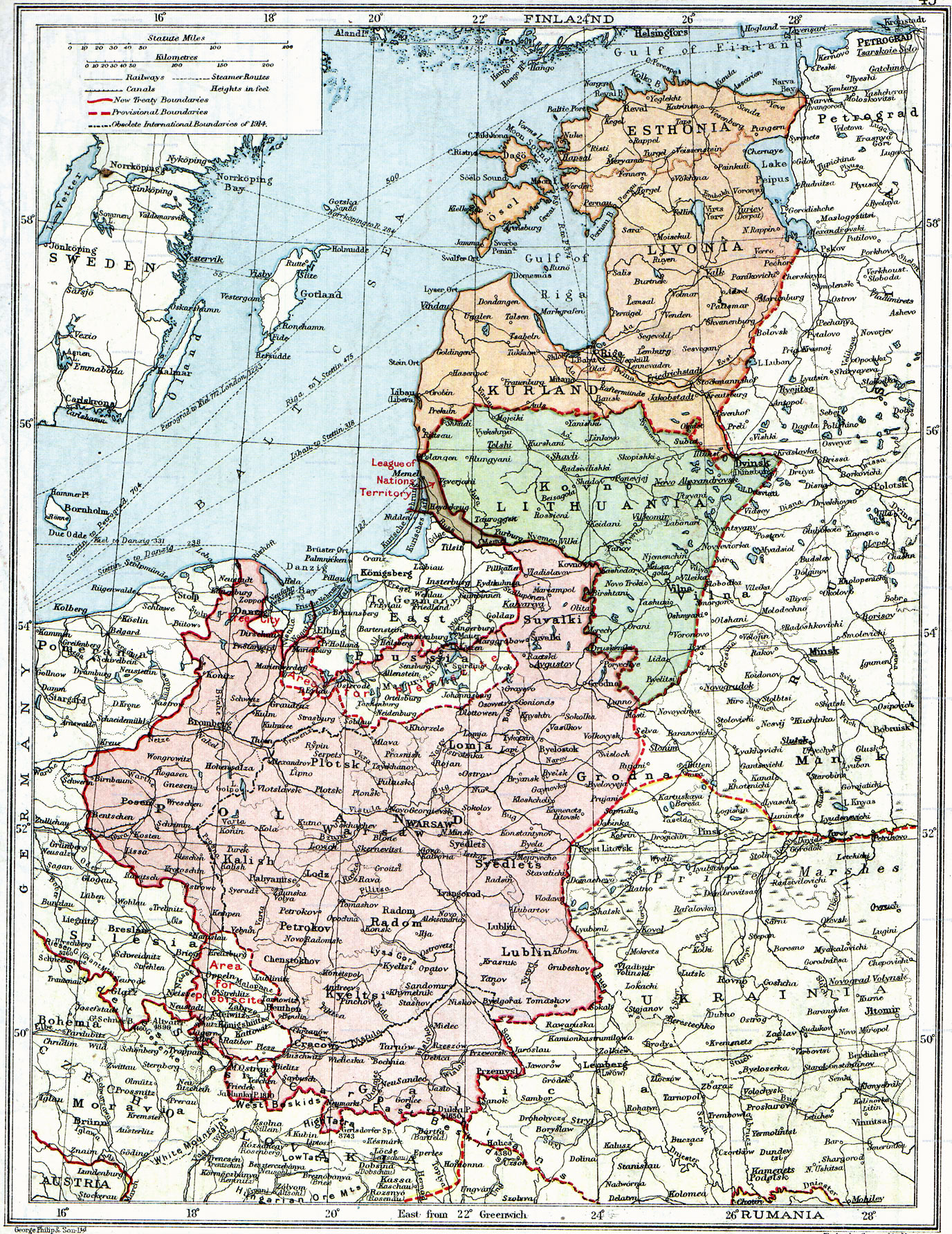
Carte d'un atlas britannique de 1920, montrant les frontières demeurant indéterminées après les traités de Brest-Litovsk et de Versailles, et avant la Paix de Riga.

Pour un article plus général, voir Histoire de la Pologne.

### Naissance de la Deuxième République le 11 novembre 1918
La Pologne obtient son indépendance de facto le 11 novembre 1918, lors du retrait des unités d'occupation allemande et austro-hongroise. La Pologne autoproclamée, aux frontières floues tant à l’est qu’à l’ouest, n’est pas encore reconnue par les puissances victorieuses. Elle le sera au cours de 1919 grâce, en particulier, à l'action d'Ignacy Paderewski à Paris. À Varsovie, Józef Piłsudski devient chef du tout nouvel État polonais et commandant en chef de l’armée. Son passé politique de gauche lui vaut une popularité parmi les masses ouvrières et dans les milieux de l’intelligentsia radicale, et les faits d'armes pour l'indépendance pendant la guerre (les légions) ont exercé une très grande influence, surtout sur la jeunesse. Le premier gouvernement dirigé par le socialiste Jędrzej Moraczewski qui se met en place grâce à l'appui de Piłsudski adopte des mesures progressistes telles que la journée de travail de 8 heures ou le droit de vote et l’éligibilité pour les femmes. 
Les clauses du traité de Versailles qui confirme l’existence de l’État polonais éludent le problème de la frontière orientale du pays. De ce fait, la Pologne devient le point le plus névralgique de l'Europe, les Alliés laissant le champ libre aux faits accomplis. La majeure partie des territoires litigieux est acquise par les armes au cours d'une série de guerres locales. 

### Définitions des frontières (1918-1921)
Les Polonais rivalisent d’influence avec l’Ukraine en Galicie et la première est une guerre avec l'Ukraine indépendante. Le 1er novembre 1918 commence la bataille de Lwów où des jeunes défenseurs de la ville appelés ultérieurement «les aiglons de Lwów» jouent un rôle principal. En septembre 1919, les Ukrainiens signent la capitulation et la frontière entre l’Ukraine et la Pologne suit la rivière Zbroutch. À la même période, les Polonais se soulèvent en Grande-Pologne, le berceau historique de la Pologne, contre les Allemands.
Malgré le chaos, les premières élections libres - pour élire la Diète polonaise - ont lieu le 26 janvier 1919 et voient l'Union Populaire Nationale (Związek Ludowo-Narodowy) sous la direction de Roman Dmowski remporter le plus de votes (37%). Le Parlement adopte aussitôt une constitution, dite « petite constitution », qui, dans le contexte de la guerre, précise provisoirement la structure de l'État, toujours avec Piłsudski comme président. Dès février, des tensions éclatent avec le voisin soviétique pour le contrôle de Wilno. Avec l’aide des armées alliées, les Polonais tiennent bon. Le 26 juin, le petit traité de Versailles reconnaît la Pologne comme un État de plein droit, mais lui impose une protection des minorités (ethniques, linguistiques et religieuses) par la Société des Nations. Du 23 août au 7 octobre, des troupes irrégulières polonaises se soulèvent pour soutenir l'insurrection de Sejny en Lituanie. Le 17 juillet 1919, les Ukrainiens capitulent face aux Russes.
L'année 1920 est décisive dans la création de la république de Pologne. En mars, la république des Lemkos (éphémère république ruthène en Pologne du Sud) est annexée. Le 24 avril, l'opération Kiev doit permettre la prise de l'Ukraine centrale et orientale. Cependant, les armées polonaises sont repoussées et les Russes mènent une contre-offensive qui les conduit aux portes de Varsovie. Des troubles secouent le pays de l'intérieur (attentats, assassinats, émeutes). Le gouvernement polonais décide une réforme agraire pour apaiser les paysans, qui représentent plus de 75 % de la population. Alors que la Pologne orientale passe sous administration russe, le maréchal Piłsudski sauve la situation grâce à la bataille de Varsovie surnommée le miracle de la Vistule, qui se déroule du 6 au 16 août.
Sur la frontière allemande, les trois insurrections de Silésie conduisent à un plébiscite le 20 mars 1921 débouchant sur de nouveaux changements territoriaux en faveur de la Pologne.
Le 18 mars 1921, la paix de Riga signée confère à la Pologne d'importants territoires en Ukraine occidentale et met un terme à tout conflit militaire. Selon ce traité, la frontière russo-polonaise suit la frontière du troisième démembrement de la Pologne

### L'instabilité parlementaire (1919-1926)
Le 17 mars 1921, le parlement (pl) adopte la Constitution de Mars. 
Le 11 décembre 1922, Gabriel Narutowicz devient le premier président de la République. Mais, il est assassiné après cinq jours de mandat. Stanisław Wojciechowski lui succède le 20 décembre.
La République est très fragile. En effet, la décentralisation et l'absence de monnaie commune parasitent le développement du pays. L'armée pèse un poids conséquent et la république affaiblie par quatre ans de guerre doit reconstruire le pays. Cela n'est pas facile dans un État où les minorités ukrainiennes, tchèques, russes, allemandes, lituaniennes représentent 30 % de la population.
Aux élections législatives qui ont lieu le 5 novembre 1922, aucune des formations ne réunit plus d'un quart des sièges. Il en résulte une grande période d'instabilité politique. Dans les années 1922–1925, la Pologne traverse une crise politique, économique et sociale. Malgré le gouvernement de Władysław Grabski, qui en 1924 lance une grande réforme monétaire : monnaie unique, création de la Banque nationale de Pologne, un coup d'État a lieu le 12 mai 1926.

### L’autocratie de Piłsudski (1926-1935)
Pour un article plus général, voir Józef Piłsudski.

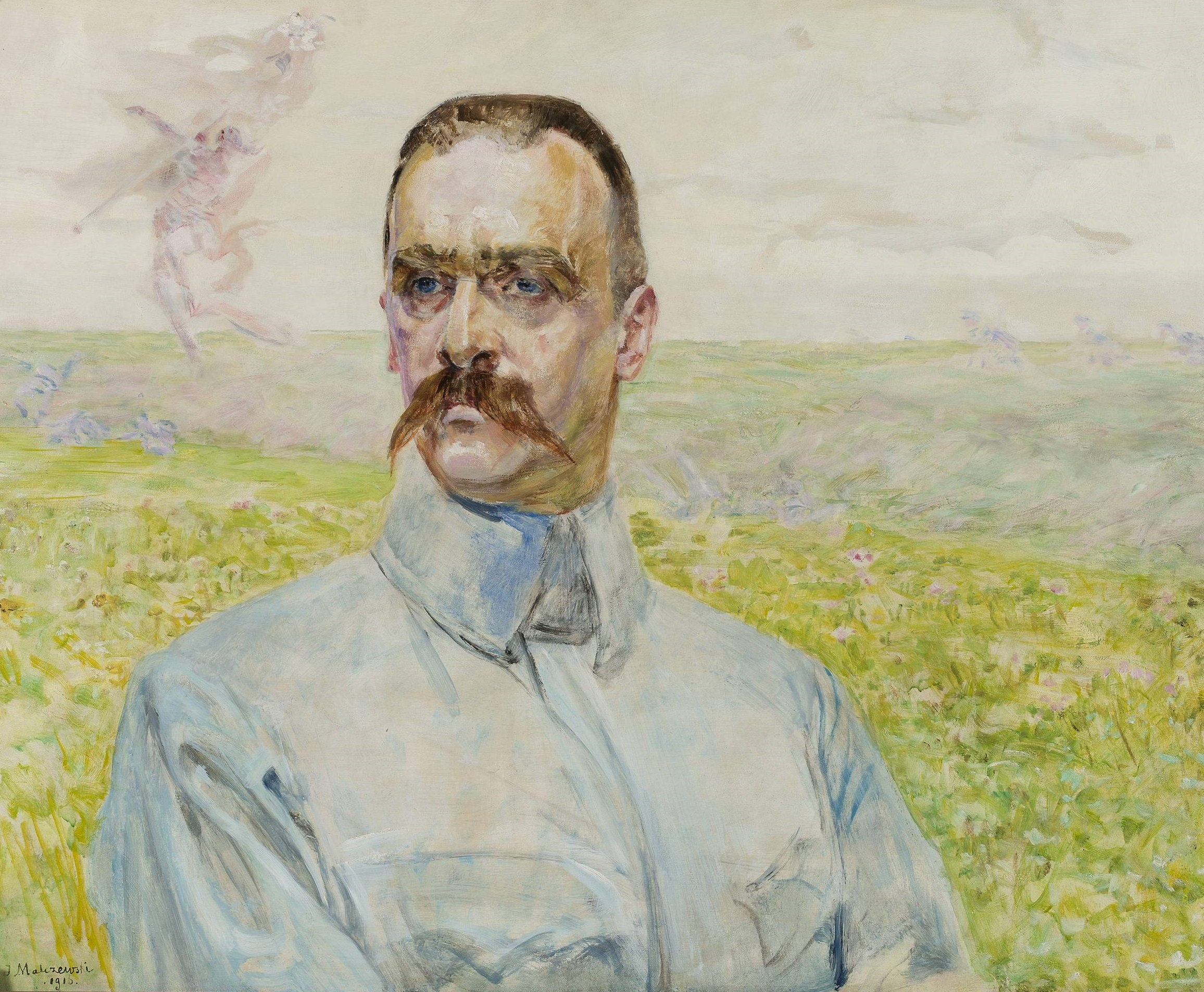
Portrait de Józef Piłsudski par Jacek Malczewski.

Au lendemain du coup d'État de mai, un nouveau gouvernement est formé par le président du Conseil Kazimierz Bartel, Józef Piłsudski étant ministre des Affaires militaires. Le 31 mai, l'assemblée nationale nomme Piłsudski président de la République, mais celui-ci refuse. C'est Ignacy Mościcki qui accepte la charge. Cependant, dépassant peu à peu les prérogatives de son ministère de la Défense, Józef Piłsudski devient le véritable homme fort de l'État.
Menant une politique d'« assainissement » (Sanacja) fondée sur le rétablissement des bonnes mœurs de la vie publique, Piłsudski gouverne avec autorité, utilisant décrets et censure. Profitant d'une conjoncture économique favorable qui perdure jusqu'en 1929, cette politique ne suscite que peu de protestations. Dans les années 1930, une conjonction d'événements, de la Grande Dépression au cercle vicieux des attaques terroristes de l'Organisation des nationalistes ukrainiens (OUN) et des représailles gouvernementales, entraînent la détérioration des relations entre le gouvernement et les minorités, comme la minorité allemande en Silésie. Dans le même temps, la santé du maréchal commence à décliner.
L’adaptation de la nouvelle constitution adoptée le 23 avril 1935 est une des réformes les plus marquantes de Piłsudski. Elle renforce le pouvoir du président et transforme le système politique polonais en système présidentiel avec des tendances autoritaires. Cependant Piłsudski meurt peu après.

### Le régime des colonels (1935-1939)
Le 12 mai 1935, Piłsudski meurt d'un cancer du foie au palais du Belvédère de Varsovie. Les célébrations commencent spontanément moins d'une heure après l'annonce de son décès. Elles sont menées par d'anciens soldats des légions polonaises, des membres de l'Organisation militaire polonaise, des anciens combattants des guerres de 1919-1921 et ses collaborateurs politiques. Tous ces anciens subordonnés ont profité de la prise de pouvoir du maréchal pour accéder aux sphères dirigeantes et n'entendent pas laisser la place. Ce sont eux qui constituent le gouvernement des colonels (en) qui perdure jusqu'à la veille de la Seconde Guerre mondiale.
Le 28 avril 1939, à la suite de la signature par la Pologne des accords militaires avec la France et la Grande-Bretagne, Hitler dénonce unilatéralement le pacte de non-agression germano-polonais, signé le 26 janvier 1934 entre la Pologne et le Troisième Reich.

### L'invasion de la Pologne (1939)
Le début de la Seconde Guerre mondiale met un terme à la Deuxième République. Le 1er septembre 1939, une semaine après la signature du pacte Molotov-Ribbentrop, sans déclarer la guerre, commence l'agression de la Pologne. Le 6 octobre 1939, l'Allemagne et l'Union soviétique occupent toute la Pologne, à l'exception de la région de Wilno, récupérée par la Lituanie. Pour autant, la Pologne ne capitulera pas et le gouvernement polonais en exil et l'État clandestin de Pologne poursuivent le combat durant toute la guerre.

### Les grandes dates
- 1918 : création de l'État polonais.

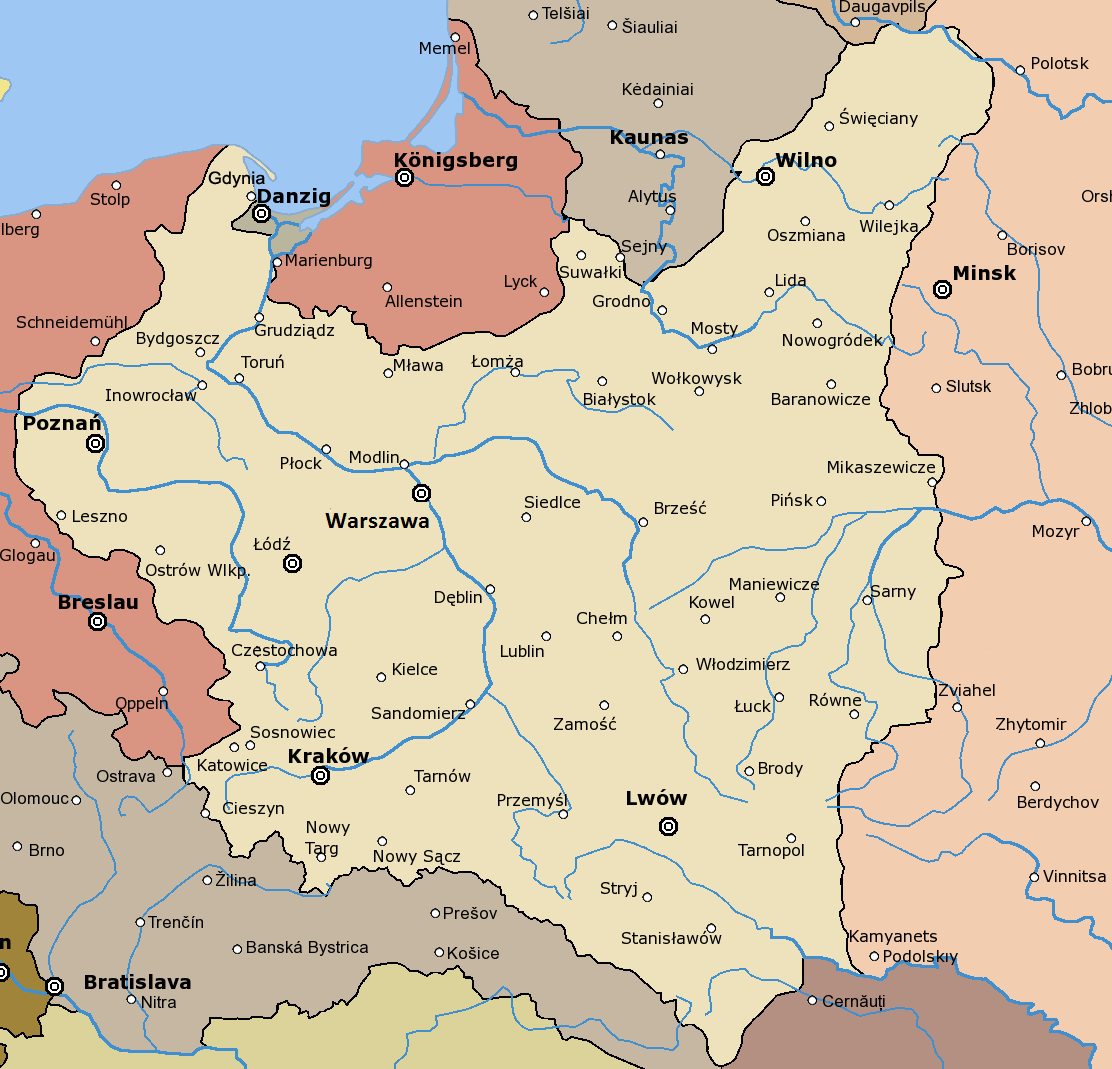
Les frontières de la Pologne entre 1921 et 1939.

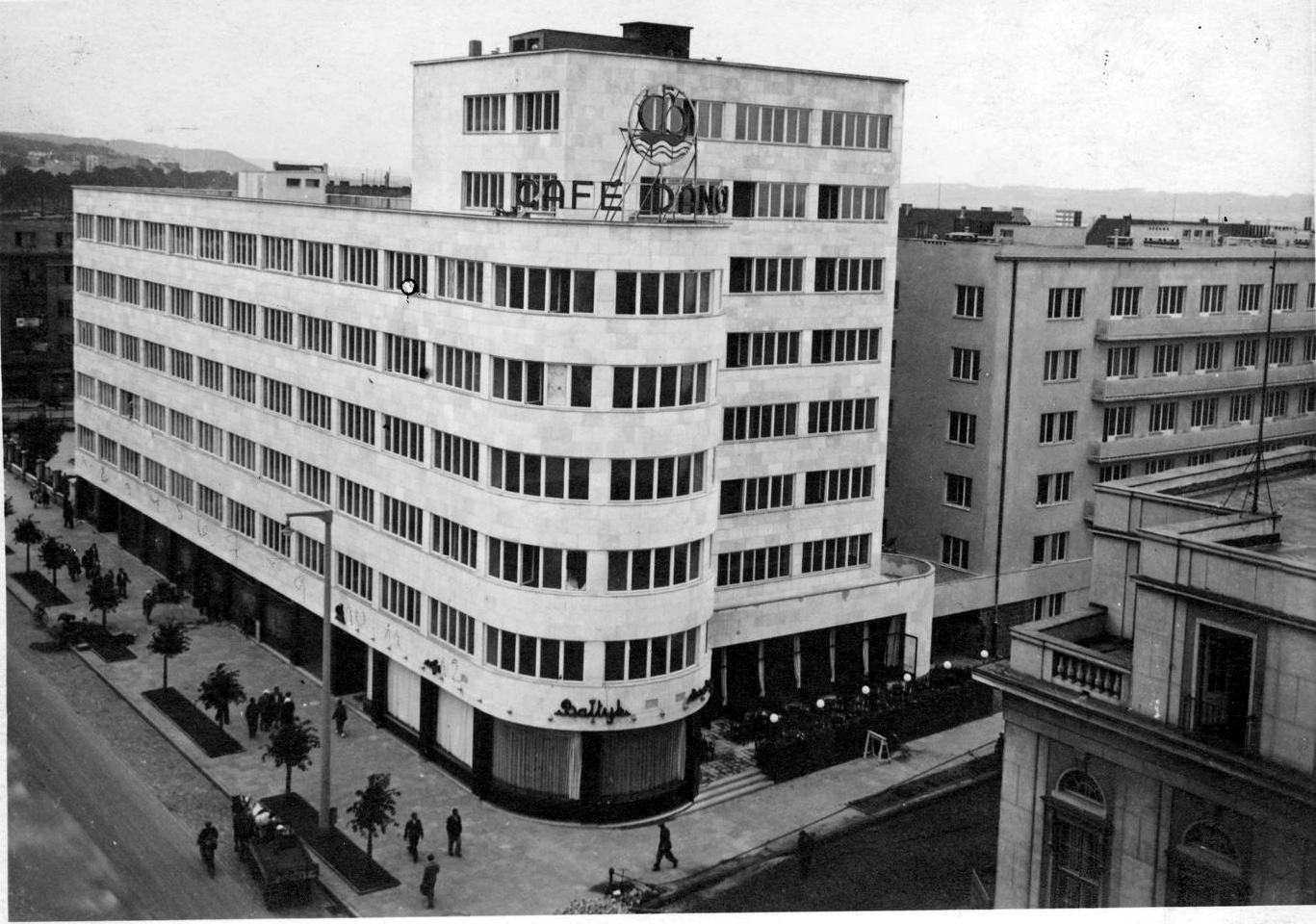
Gdynia 1938.

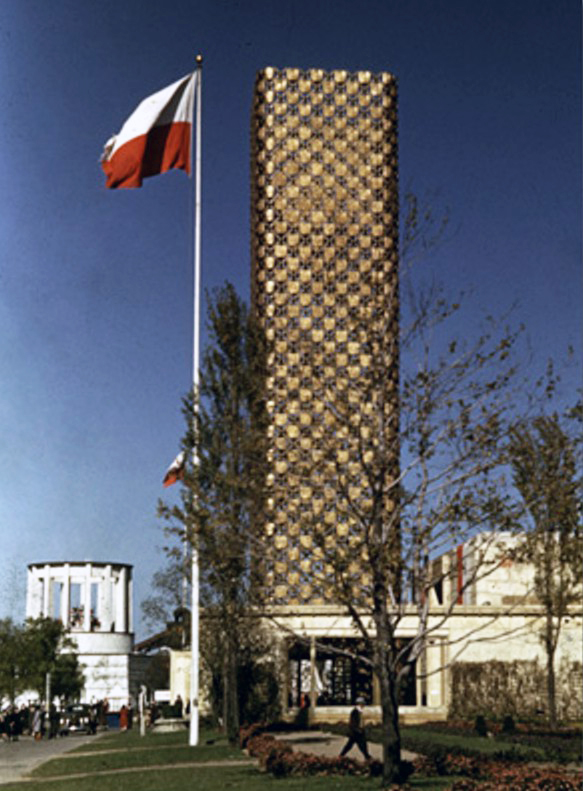
Pavillon polonais à New York, 1939.

  - 7 octobre : le Conseil de régence déclare l'indépendance du royaume de Pologne.
  - 11 novembre : Józef Piłsudski prend le pouvoir militaire à Varsovie.
  - 22 novembre : le terme de « république de Pologne » est utilisé officiellement pour la première fois, ce qui signifie l'abandon de la monarchie.
  - 28 novembre : les femmes obtiennent le droit de vote en Pologne.
- De 1918 à 1921, six guerres et conflits de frontières :
  - 1er novembre 1918 : bataille de Lwów (1918-1919) (en), début de la guerre polono-ukrainienne.
  - 27 décembre 1918 : insurrection de Grande-Pologne (1918-1919).
  - 23 - 30 janvier 1919 : guerre polono-tchécoslovaque.
  - 16 - 26 août 1919 : la première insurrection de Silésie, la deuxième en 1920, la troisième en 1921.
  - 1919-1921 : guerre soviéto-polonaise.
  - 1920 : guerre polono-lituanienne.
- 1919
  - 26 janvier : élections de la Diète.
  - 20 février : vote de la Petite Constitution.
  - 23 janvier - 30 janvier : guerre polono-tchécoslovaque.
  - février : début de la guerre russo-polonaise.
  - 26 juin : le traité de Versailles (articles 87-93) et le petit traité de Versailles font de la Pologne un État souverain et indépendant.
  - 23 août - 7 octobre : insurrection de Sejny.
  - 17 juillet : fin de la guerre polono-ukrainienne.
- 1920
  - mars : absorption de la république des Lemkos.
  - 24 avril : début de l'opération Kiev.
  - 15 juillet : réforme agraire.
  - 6 août - 16 août : Miracle de la Vistule.
  - 19 - 25 août : deuxième insurrection de Silésie.
  - 10 octobre : guerre polono-lituanienne, création de la république de Lituanie centrale.
- 1921
  - 19 février : alliance avec la France.
  - 2 mars : alliance avec la Roumanie.
  - 17 mars : Constitution de Mars.
  - 18 mars : paix de Riga, fin de la guerre russo-polonaise.
  - Alliance avec la France et la Roumanie.
  - 2 mai - 21 juillet : troisième insurrection de Silésie
  - 11 mai : élections à la Diète (Sejm).
  - 11 décembre : élections au Sénat.
- 1922
  - 16 juin : incorporation de la Haute-Silésie à la Pologne.
  - 11 décembre : élection du premier président de la République (en l'occurrence de la Deuxième République), Gabriel Narutowicz.
  - 16 décembre : assassinat de Gabriel Narutowicz.
- 1924
  - 28 avril : création de la Banque de Pologne (en), début de la réforme monétaire de Władysław Grabski.
- 1926
  - 12 mai : coup d'État de mai de Józef Piłsudski, gouvernement de la Sanacja (en).
  - 4 décembre : fondation du Camp de la Grande Pologne (en) (coalition politique).
- 1928
  - Fondation du Bloc non-partisan de soutien au gouvernement (en) (organisation apolitique).
- 1930
  - 16 novembre : élections législatives de 1930 (élections de Brest).
- 1932
  - 14 juin : crise du corridor de Dantzig.
  - 25 juillet : pacte de non-agression soviéto-polonais.
- 1934
  - 26 janvier : pacte de non-agression germano-polonais.
- 1935
  - 23 avril : Constitution d'avril.
  - 12 mai : mort de Józef Piłsudski.
- 1936
  - Création du port de Gdynia et de la région industrielle centrale.
- 1937
  - 2 février : création du Camp d'unité nationale (en) (parti politique).
- 1938
  - Annexion de Zaolzie (Silésie de Teschen), Górna Orawa (en), Javorina.
- 1939
  - 2 janvier : mort de Roman Dmowski.
  - 31 mars : accords militaires avec le Royaume-Uni et la France.
  - 23 août : signature du Pacte germano-soviétique (ou pacte Ribbentrop-Molotov) et du plan secret de partage de la Pologne.
  - 25 août : alliance militaire entre la Pologne et le Royaume-Uni (en).
  - 1er septembre - 6 octobre : invasions allemande et slovaque de la Pologne.
  - 17 septembre : invasion soviétique de la Pologne.
  - 17 septembre : évacuation du gouvernement en Roumanie.
  - 22 septembre : capitulation de Lwów devant l'Armée Rouge.
  - 28 septembre : capitulation de Varsovie.
  - 30 septembre : Władysław Sikorski est nommé à Paris Premier ministre et chef de l'armée polonaise par le président Władysław Raczkiewicz.
  - 2 octobre : reddition de la région fortifiée de Hel devant la Wehrmacht.
  - 2 octobre : le président Władysław Raczkiewicz dissout le Sejm et le Sénat.
  - 5 octobre : capitulation du Groupe opérationnel indépendant de Polésie, la dernière unité polonaise combattante.

## Politique
| Chef de l'État ou président de la République | Période                            | Président du Conseil des ministres | Période                               |
| -------------------------------------------- | ---------------------------------- | ---------------------------------- | ------------------------------------- |
| Józef Piłsudski                              | 22 novembre 1918 - 9 décembre 1922 | Jędrzej Moraczewski                | 18 novembre 1918 - 16 janvier 1919    |
| Józef Piłsudski                              | 22 novembre 1918 - 9 décembre 1922 | Ignacy Paderewski                  | 18 janvier 1919 - 27 novembre 1919    |
| Józef Piłsudski                              | 22 novembre 1918 - 9 décembre 1922 | Leopold Skulski                    | 13 décembre 1919 - 9 juin 1920)       |
| Józef Piłsudski                              | 22 novembre 1918 - 9 décembre 1922 | Władysław Grabski                  | 27 juin 1920 - 24 juillet 1920)       |
| Józef Piłsudski                              | 22 novembre 1918 - 9 décembre 1922 | Wincenty Witos                     | 24 juillet 1920 - 13 septembre 1921   |
| Józef Piłsudski                              | 22 novembre 1918 - 9 décembre 1922 | Antoni Ponikowski                  | 19 septembre 1921 - 5 mars 1922       |
| Józef Piłsudski                              | 22 novembre 1918 - 9 décembre 1922 | Antoni Ponikowski                  | 10 mars 1922 - 6 juin 1922            |
| Józef Piłsudski                              | 22 novembre 1918 - 9 décembre 1922 | Artur Śliwiński                    | 28 juin 1922 - 7 juillet 1922         |
| Józef Piłsudski                              | 22 novembre 1918 - 9 décembre 1922 | Wojciech Korfanty                  | 14 juillet 1922 - 31 juillet 1922     |
| Gabriel Narutowicz                           | 9 décembre 1922 - 16 décembre 1922 | Julian Nowak                       | (31 juillet 1922 - 14 décembre 1922   |
| Stanisław Wojciechowski                      | 20 décembre 1922 - 14 mai 1926     | Władysław Sikorski                 | 16 décembre 1922 - 26 mai 1923        |
| Stanisław Wojciechowski                      | 20 décembre 1922 - 14 mai 1926     | Wincenty Witos                     | 28 mai 1923 - 14 décembre 1923        |
| Stanisław Wojciechowski                      | 20 décembre 1922 - 14 mai 1926     | Władysław Grabski                  | 19 décembre 1923 - 14 novembre 1925   |
| Stanisław Wojciechowski                      | 20 décembre 1922 - 14 mai 1926     | Aleksander Skrzyński               | 20 novembre 1925 - 5 mai 1926         |
| Stanisław Wojciechowski                      | 20 décembre 1922 - 14 mai 1926     | Wincenty Witos                     | 10 mai 1926 - 14 mai 1926             |
| Stanisław Wojciechowski                      | 20 décembre 1922 - 14 mai 1926     | Kazimierz Bartel                   | 15 mai 1926 - 4 juin 1926             |
| Ignacy Mościcki                              | 1er juin 1926 - 30 septembre 1939  | Kazimierz Bartel                   | 8 juin 1926 - 24 septembre 1926       |
| Ignacy Mościcki                              | 1er juin 1926 - 30 septembre 1939  | Kazimierz Bartel                   | 27 septembre 1926 - 30 septembre 1926 |
| Ignacy Mościcki                              | 1er juin 1926 - 30 septembre 1939  | Józef Piłsudski                    | 2 octobre 1926 - 27 juin 1928         |
| Ignacy Mościcki                              | 1er juin 1926 - 30 septembre 1939  | Kazimierz Bartel                   | 27 juin 1928 - 13 avril 1929          |
| Ignacy Mościcki                              | 1er juin 1926 - 30 septembre 1939  | Kazimierz Świtalski                | 14 avril 1929 - 7 décembre 1929       |
| Ignacy Mościcki                              | 1er juin 1926 - 30 septembre 1939  | Kazimierz Bartel                   | 29 décembre 1929 - 15 mars 1930       |
| Ignacy Mościcki                              | 1er juin 1926 - 30 septembre 1939  | Walery Sławek                      | 29 mars 1930 - 23 août 1930           |
| Ignacy Mościcki                              | 1er juin 1926 - 30 septembre 1939  | Józef Piłsudski                    | 25 août 1930 - 4 décembre 1930        |
| Ignacy Mościcki                              | 1er juin 1926 - 30 septembre 1939  | Walery Sławek                      | 4 décembre 1930 - 26 mai 1931         |
| Ignacy Mościcki                              | 1er juin 1926 - 30 septembre 1939  | Aleksander Prystor                 | 27 mai 1931 - 9 mai 1933              |
| Ignacy Mościcki                              | 1er juin 1926 - 30 septembre 1939  | Janusz Jędrzejewicz                | 10 mai 1933 - 13 mai 1934             |
| Ignacy Mościcki                              | 1er juin 1926 - 30 septembre 1939  | Walery Sławek                      | 28 mars 1935 - 12 octobre 1935        |
| Ignacy Mościcki                              | 1er juin 1926 - 30 septembre 1939  | Marian Zyndram-Kościałkowski       | 13 octobre 1935 - 15 mai 1936         |
| Ignacy Mościcki                              | 1er juin 1926 - 30 septembre 1939  | Felicjan Sławoj Składkowski        | 15 mai 1936 - 30 septembre 1939       |

## Économie

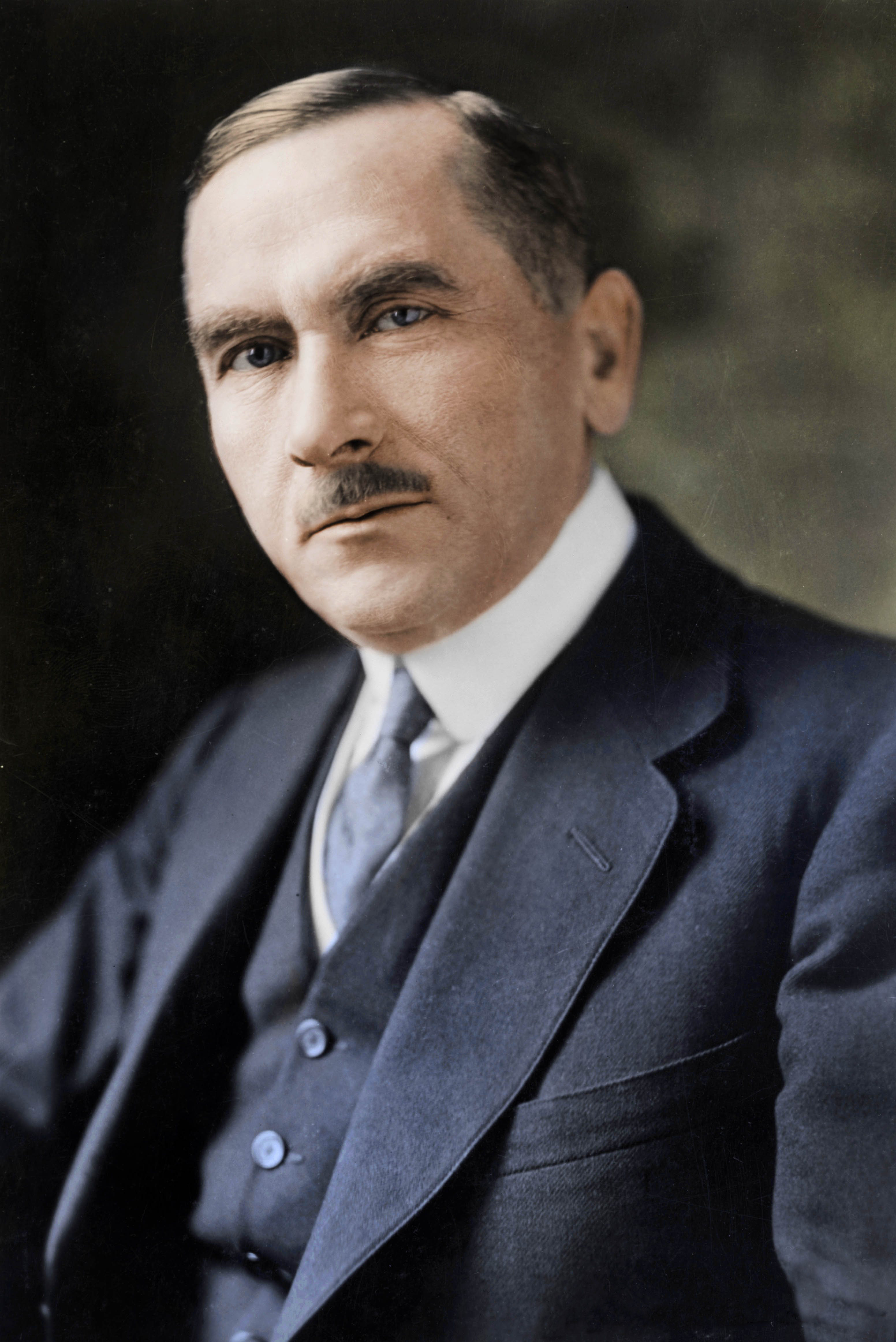
Roman Dmowski.

Après avoir recouvré son indépendance, la Pologne est confrontée à de graves difficultés économiques. Parce que créée à partir de territoires issus de différentes États, à l'intérieur des frontières de la Pologne cohabitent trois systèmes économiques différents, avec trois monnaies différentes et peu ou pas de liens directs entre les infrastructures. Aucune liaison ferroviaire directe ne relie les centres industriels avec les grandes villes. Dans les années 1920, il n'y a pas de ligne directe entre Varsovie (ancien territoire sous administration russe) et Cracovie (ancien territoire sous administration autrichienne), la ligne ne sera achevée qu'en 1934.
La Première Guerre mondiale, suivie de la guerre russo-polonaise de 1920, laisse le pays dévasté. Il y a, de plus, une grande disparité économique entre l'Est (communément appelé la Pologne B) et l'Ouest (appelé Pologne A), la moitié occidentale étant beaucoup plus développée et plus prospère. Les fréquentes fermetures des frontières et les guerres tarifaires (en particulier avec l'Allemagne nazie) ont aussi des impacts économiques négatifs sur la Pologne.
En dépit de ces problèmes, la Pologne de l'entre-deux-guerres atteint un niveau de prospérité économique qui la place presque sur un pied d'égalité avec l'Europe occidentale. En 1924, le Premier ministre et ministre de l'économie Władysław Grabski présente le złoty comme la monnaie unique de la Pologne. Elle demeurera une des monnaies les plus stables d'Europe centrale. Cette devise aidera la Pologne à contrôler l'hyperinflation qui règne alors sur la planète. La Pologne est le seul pays d'Europe qui y parviendra, sans avoir à recourir à des prêts ou à l'aide étrangère.
Cette relative prospérité est due aux plans de développement économique qui ont supervisé la construction des trois éléments clés de l'infrastructure. Le premier fut la création du port de Gdynia, qui permit à la Pologne de contourner la ville libre de Dantzig de population allemande et qui subit alors une forte pression allemande). Le deuxième élément fut la construction des 500 kilomètres de liaison ferroviaire entre la Haute-Silésie et Gdynia, appelée la « ligne du charbon polonais » (Magistrala węglowa). Le troisième élément fut la création d'un district industriel, appelé la « Région industrielle centrale » (Centralny Okręg Przemysłowy). Malheureusement, toutes ces évolutions seront interrompues et largement anéanties par l'invasion de l'Allemagne et de l'Union soviétique dès le début de la Seconde Guerre mondiale.

## Démographie

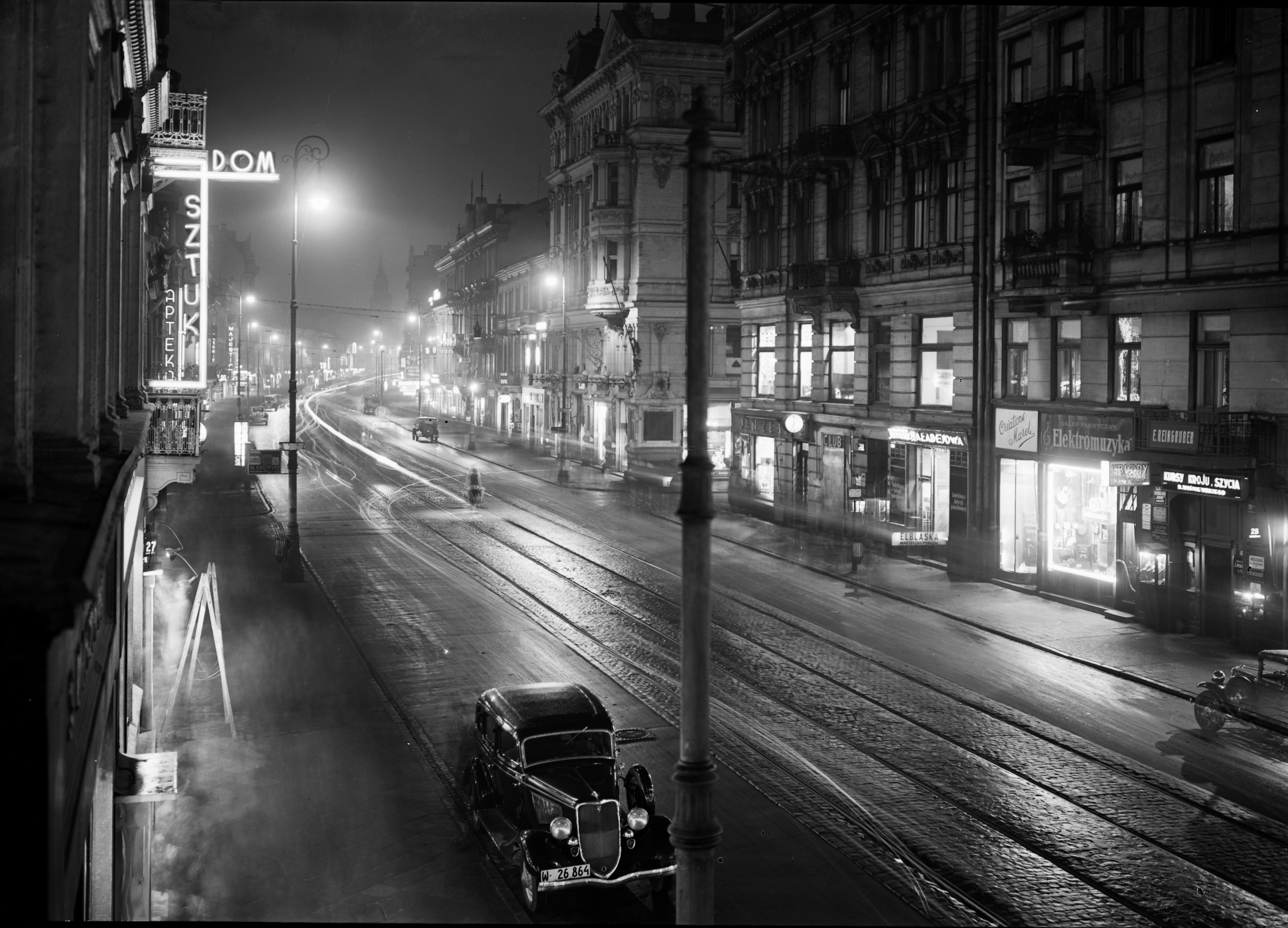
Varsovie, 1935.

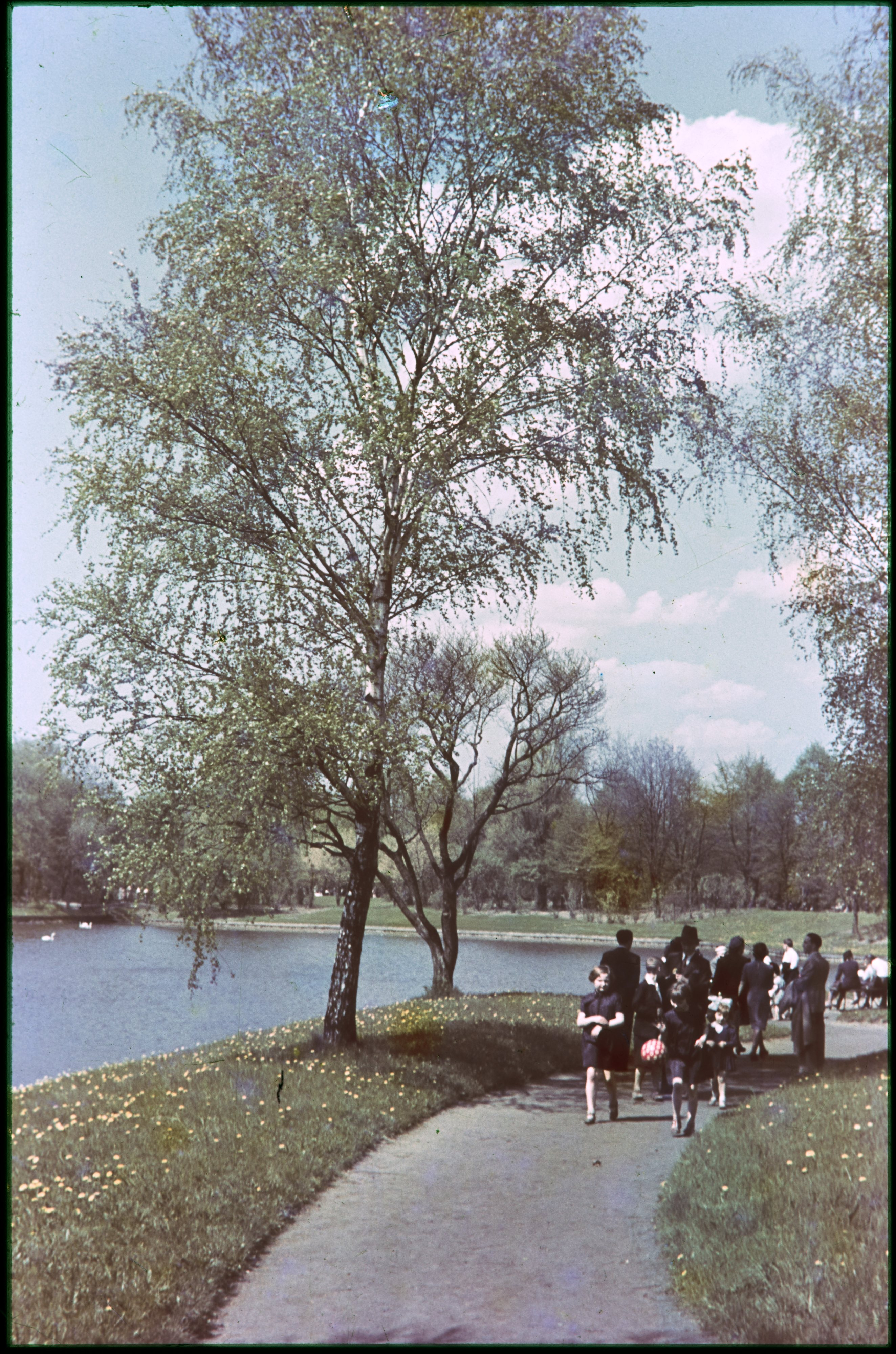
Varsovie, 1939.

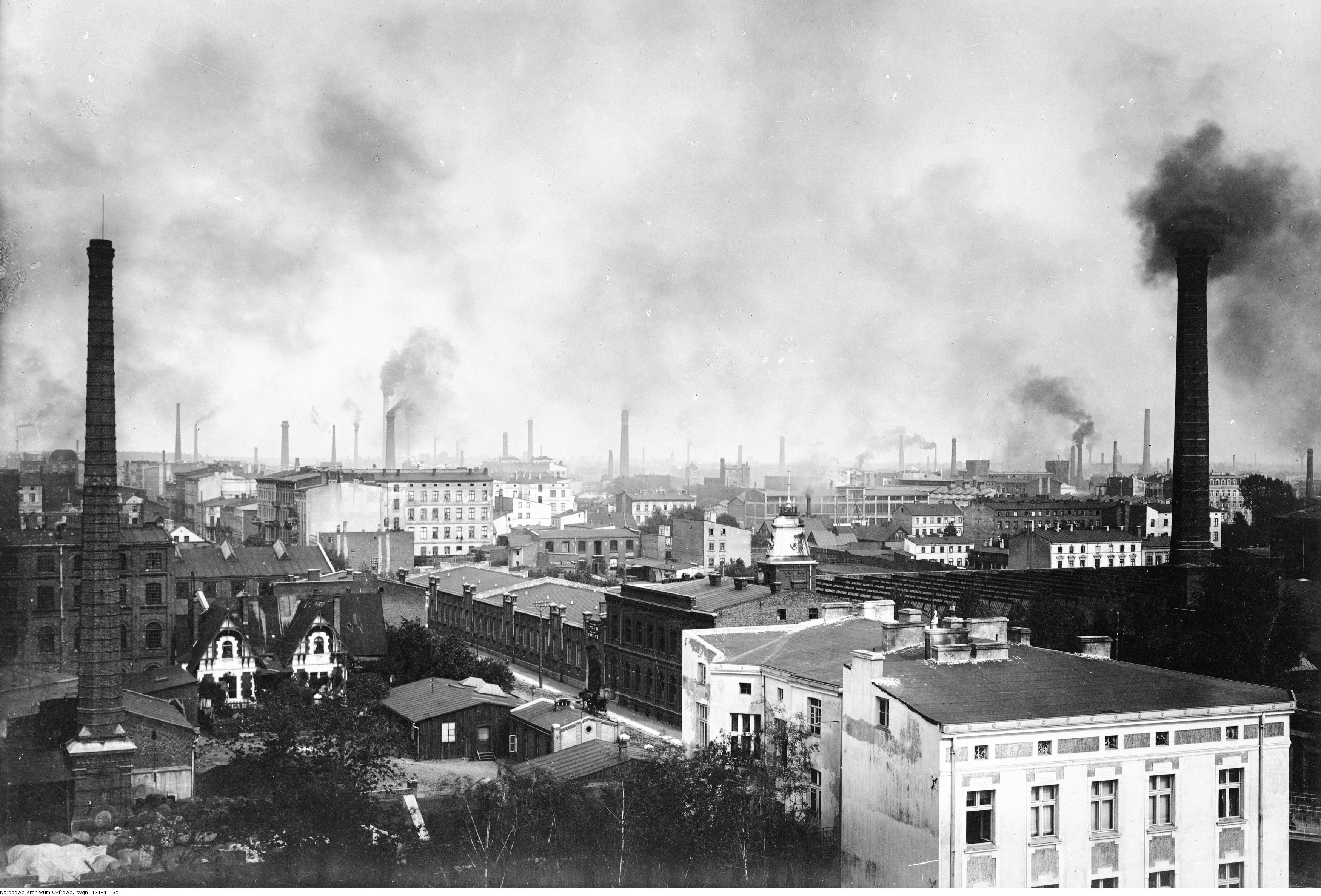
Łódź, 1925.

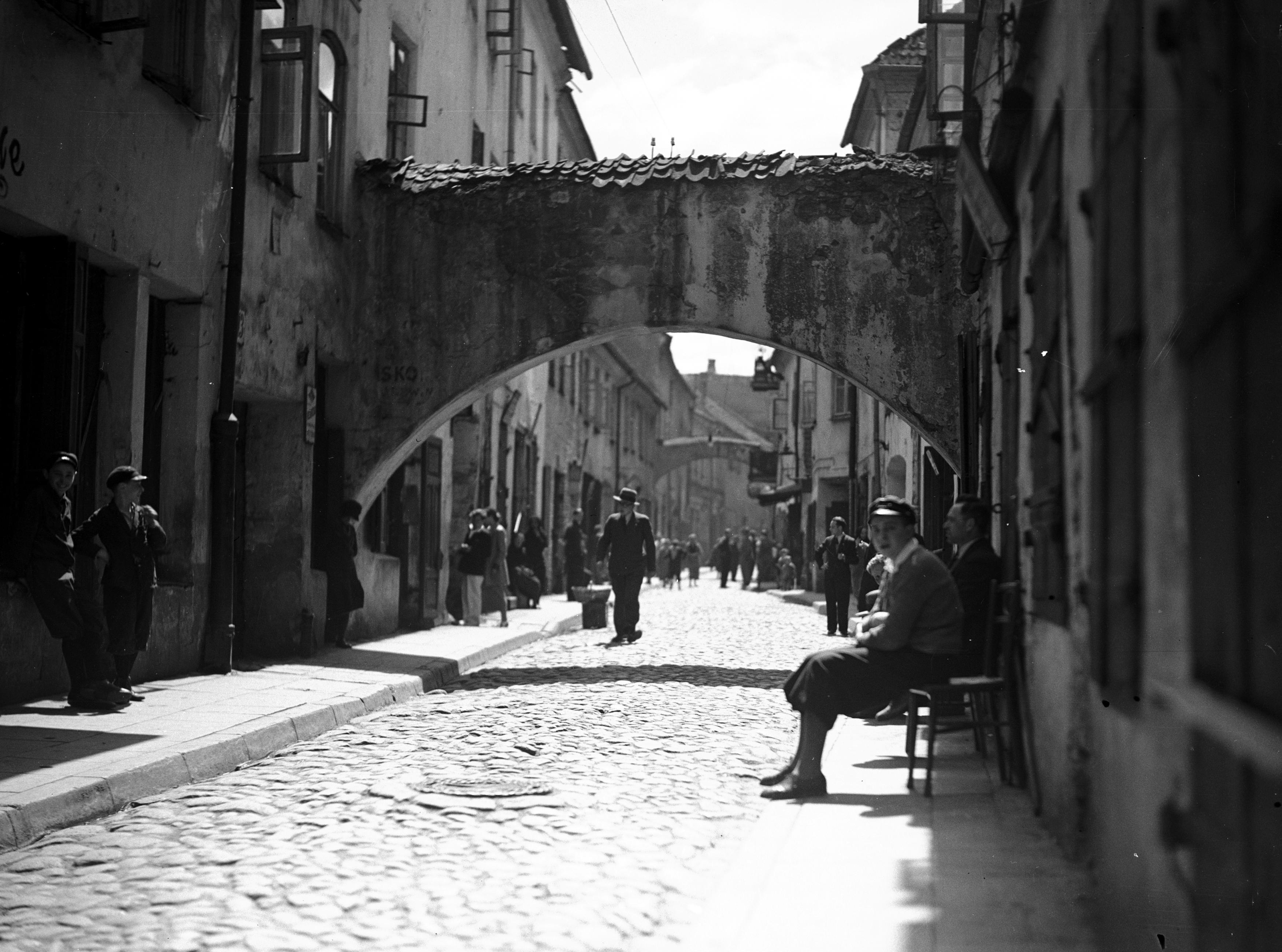
Wilno, 1935.

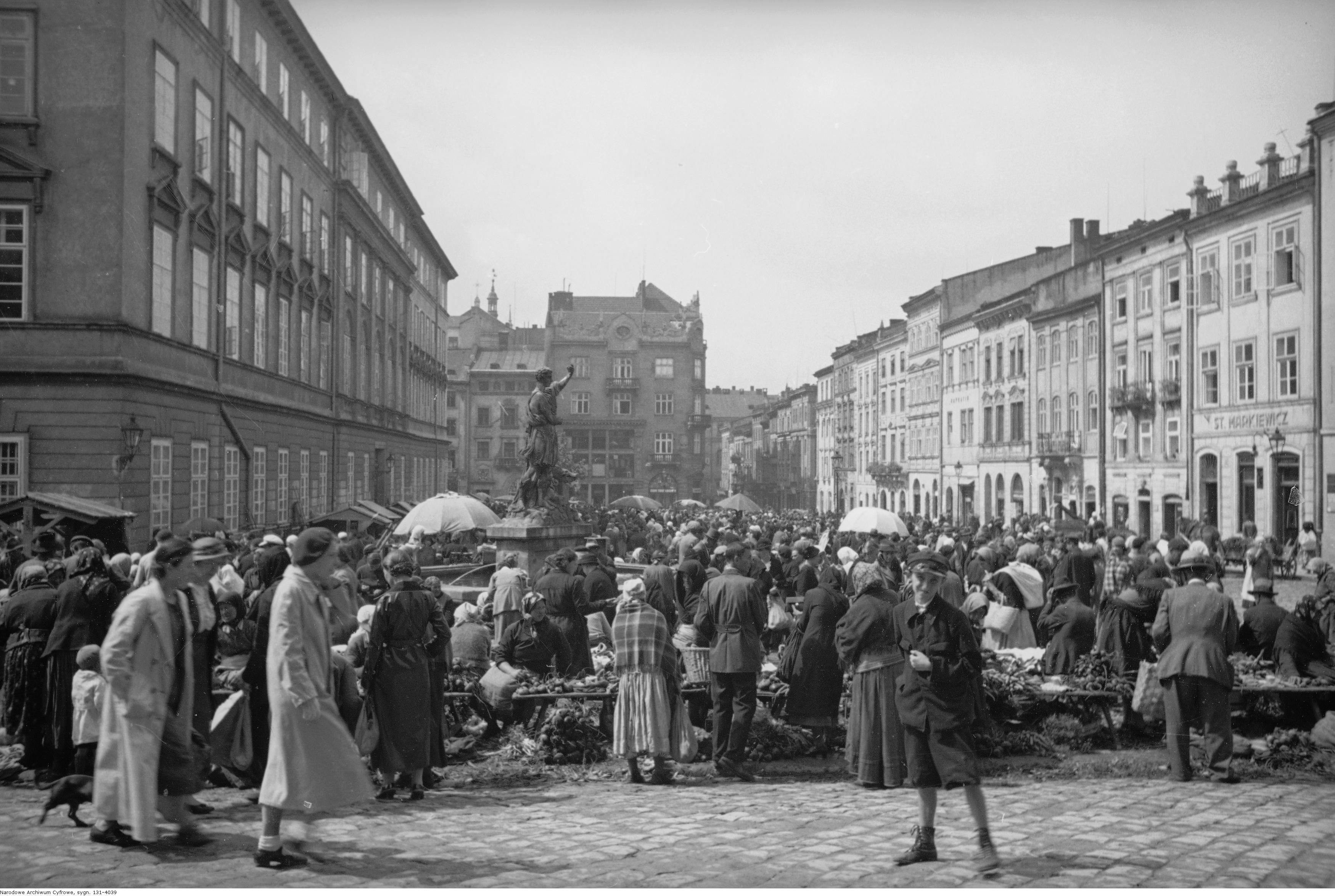
Lwów, 1936.

Selon le recensement de 1921, la république de Pologne compte 27 177 000 habitants. En 1939, juste avant le déclenchement de la Seconde Guerre mondiale, sa population est estimée à 34 849 000 habitants.
La Pologne a toujours été une nation multi-ethnique, avec des minorités juive et ukrainienne importantes. Cela a été particulièrement vrai en 1918, après la Première Guerre mondiale, où elle a recouvré son indépendance. Le recensement de cette année-là révèle que 30,8 % de la population appartenait à des minorités. Cette tendance s’est encore accusée avec la victoire polonaise de 1920 et les gains territoriaux subséquents. Au recensement de 1931, la population comptait 68,9 % de Polonais, 13,9 % d'Ukrainiens et de Ruthènes, 8,6 % de Juifs, 3,1 % de Biélorusses, 2,3 % d'Allemands et 2,8 % d'autres minorités comme des Lituaniens, des Tchèques et des Arméniens.
La Pologne compte aussi de nombreuses religions. En 1921, 16 057 229 Polonais (environ 62,5 %) sont catholiques, 3 031 057 (environ 11,8 %) sont catholiques orientaux (surtout des grecs-catholiques ukrainiens (Ruthènes) et des catholiques arméniens), 2 815 817 (environ 10,95 %) sont grecs-orthodoxes (Russes ou Ukrainiens), 2 771 949 (environ 10,8 %) sont juifs, et 940 232 (environ 3,7 %) sont protestants (la plupart luthériens). En 1931, la Pologne a la deuxième plus importante population juive dans le monde, un cinquième des Juifs de la planète réside entre ses frontières (environ 3 136 000).
| Date                             | Population | Pourcentage de population rurale | Densité de population (par km²) |
| -------------------------------- | ---------- | -------------------------------- | ------------------------------- |
| Recensement du 30 septembre 1921 | 27 177 000 | 75,4 %                           | 69,9                            |
| Recensement du 9 décembre 1931   | 32 348 000 | 72,6 %                           | 82,6                            |
| Estimation au 31 décembre 1938   | 34 849 000 | 70 %                             | 89,7                            |

| Villes principales en 1939 | Population |
| -------------------------- | ---------- |
| Varsovie                   | 1 289 000  |
| Łódź                       | 672 000    |
| Lwów (Lviv)                | 318 000    |
| Poznań                     | 272 000    |
| Cracovie                   | 259 000    |
| Wilno (Vilnius)            | 209 000    |
| Bydgoszcz                  | 141 000    |
| Częstochowa                | 138 000    |
| Katowice                   | 134 000    |
| Sosnowiec                  | 130 000    |
| Lublin                     | 122 000    |
| Gdynia                     | 120 000    |
| Chorzów                    | 110 000    |
| Białystok                  | 107 000    |

## Divisions administratives
Les divisions administratives de la république de Pologne sont fondées sur un système à trois niveaux. Le premier niveau correspond aux gminy (communes : villes et villages). Ceux-ci sont ensuite regroupées en powiaty (districts), ensuite organisés en wojewódstwa (voïvodies).
| Voïvodies de Pologne pendant l'entre-deux-guerres (données du 1er avril 1937) |                   |                                                                                  |                       |                   |
| Plaque d'immatriculation (à partir de 1937)                                   | Voïvodies         | Capitale                                                                         | Superficie km2 (1930) | Population (1931) |
| 00-19                                                                         | Ville de Varsovie | Varsovie                                                                         | 140                   | 1 179 500         |
| 85-89                                                                         | warszawskie       | Varsovie                                                                         | 31 700                | 2 460 900         |
| 20-24                                                                         | białostockie      | Białystok                                                                        | 26 000                | 1 263 300         |
| 25-29                                                                         | kieleckie         | Kielce                                                                           | 22 200                | 2 671 000         |
| 30-34                                                                         | krakowskie        | Cracovie                                                                         | 17 600                | 2 300 100         |
| 35-39                                                                         | lubelskie         | Lublin                                                                           | 26 600                | 2 116 200         |
| 40-44                                                                         | lwowskie          | Lwów (en ukrainien : Lviv, actuellement en Ukraine)                              | 28 400                | 3 126 300         |
| 45-49                                                                         | łódzkie           | Łódź                                                                             | 20 400                | 2 650 100         |
| 50-54                                                                         | nowogródzkie      | Nowogródek (en biélorusse : Navahrudak, actuellement en Biélorussie)             | 23 000                | 1 057 200         |
| 55-59                                                                         | poleskie          | Brześć nad Bugiem (en biélorusse : Brest, actuellement en Biélorussie)           | 36 700                | 1 132 200         |
| 60-64                                                                         | pomorskie         | Toruń                                                                            | 25 700                | 1 884 400         |
| 65-69                                                                         | poznańskie        | Poznań                                                                           | 28 100                | 2 339 600         |
| 70-74                                                                         | stanisławowskie   | Stanisławów (en ukrainien : Stanislav, actuellement Ivano-Frankivsk, en Ukraine) | 16 900                | 1 480 300         |
| 75-79                                                                         | śląskie           | Katowice                                                                         | 5 100                 | 1 533 500         |
| 80-84                                                                         | tarnopolskie      | Tarnopol (en ukrainien : Ternopil actuellement en Ukraine)                       | 16 500                | 1 600 400         |
| 90-94                                                                         | wileńskie         | Wilno (en lituanien : Vilnius, actuellement en Lituanie)                         | 29 000                |                   |
| 95-99                                                                         | wołyńskie         | Łuck (en ukrainien : Loutsk, actuellement en Ukraine)                            | 35 700                | 2 085 600         |

Le 1er avril 1938, les frontières de plusieurs voïvodies occidentales et centrales changent considérablement.

## Géographie
Lorsqu'en 1922, après plusieurs guerres, les frontières de l'État sont enfin fixées, la république de Pologne s'étend sur 903 kilomètres du nord au sud et sur 894 kilomètres d'est en ouest. Elle est, au 1er janvier 1938, bordée de 5 534 km de frontières communes avec : la Tchécoslovaquie, (984 km) ; l'Allemagne (1 912 km, Prusse-Orientale comprise) ; l'Union soviétique (1 412 km) ; la Ville libre de Dantzig (121 km) ; la Lituanie (507 km) ; la Lettonie (109 km) ; la Roumanie (349 km) et compte une petite bande côtière autour de la ville de Gdynia sur la mer Baltique (140 km), reliée au reste du pays par le Corridor de Dantzig. Sa superficie de 388 634 km2 (389 720 km2 après l'annexion de Zaolzie à l'automne 1938) la place au sixième rang en Europe.
Avec une altitude moyenne de 223 mètres, la république de Pologne est un pays essentiellement plat. Seulement 13 % du territoire, le long de la frontière sud, a une altitude supérieure à 300 mètres. Dans le massif des Tatras, le mont Rysy avec ses 2 499 mètres, est le point culminant du pays. Entre octobre 1938 et septembre 1939, il est détrôné par le Lodowy Szczyt (en slovaque : Ľadový štít) qui culmine à 2 627 mètres. Le plus grand lac est le lac Naroch.
En 1938, parmi les grandes villes, la température moyenne annuelle la plus élevée est relevée à Cracovie avec 9,1 °C et la plus basse est relevée à Wilno avec 7,6 °C.
Près de 75 % du territoire de la république est drainé vers le nord jusque dans la mer Baltique par la Vistule (dont le bassin représente 180 300 km2), le Niemen (bassin : 51 600 km2), l'Oder (46 700 km2) et la Daugava (10 400 km2). Le reste du pays est drainé vers le sud, dans la mer Noire, par les rivières Pripyat, Garin et Styr, qui se déversent dans le Dniepr et dont les bassins comptent ensemble 12 900 km2.

### N
1. ↑  Le nom de « Première République » renvoie à la république des Deux Nations (Rzeczpospolita Obojga Narodów), disparue à l'issue du troisième partage de la Pologne, en 1795, par les puissances voisines qu'étaient la Russie, la Prusse et l'Autriche.